# Sebastes norvegicus
Sébaste orangé, Sébaste doré, Sébaste atlantique
Espèce
Sebastes norvegicus,  le Sébaste orangé, Sébaste doré ou Sébaste atlantique, est une espèce de poissons osseux marins de l'ordre des Scorpaeniformes.

## Description
Sebastes norvegicus peut mesurer jusqu'à 100 cm mais sa taille habituelle est d'environ 45 cm. Son poids maximal publié est de 15 kg et une espérance de vie maximale de 60 ans.

## Répartition
Sebastes norvegicus se rencontre dans l'Atlantique à une profondeur habituellement comprise entre 100 et 500 m mais pouvant aller jusqu'à 1 000 m.

## Systématique
Le nom valide complet (avec auteur) de ce taxon est Sebastes norvegicus (Ascanius, 1772).
L'espèce a été initialement classée dans le genre Perca sous le protonyme Perca norvegica Ascanius, 1772.
Ce taxon porte en français les noms vernaculaires ou normalisés suivants : 
- Chèvre[2]
- Grand sébaste[2] ou Grande sébaste[2]
- Poisson rouge[2]
- Sébaste atlantique[2]
- Sébaste doré[2]
- Sébaste orangé[2].

Sebastes norvegicus a pour synonymes :
- Perca norvegica Ascanius, 1772
- Sebastes marinus marinus
- Sebastes marinus (Linnaeus, 1758)